# Szot

Schematyczny profil jachtu mieczowego z zaznaczonymi na czerwono szotem foka i grota.

Szot – lina olinowania ruchomego służąca do ustawiania rogu szotowego żagla najkorzystniej względem kierunku wiatru. Szot jest liną do obsługi pracującego żagla, biegnącą od żagla w dół do pokładu, w kierunku rufy. Najczęściej jako szoty wykorzystuje się miękkie bawełniane liny.

## Sposób mocowania
Jeżeli róg szotowy danego żagla nie jest przymocowany do żadnego drzewca, to szot mocuje się do otworu zwanego uchem szotowym. Rozwiązanie takie dotyczy sztaksli (żagli wiszących na sztagach), żagli w ożaglowaniu arabskim, lugrowym, łacińskim i rozprzowym, oraz żagli rejowych, przy czym w ostatnim przypadku stosowana jest symetrycznie para szotów (po jednym na każdy z wolnych rogów).
W przypadku żagli mocowanych do bomu (ożaglowanie bermudzkie i gaflowe), szot jest mocowany do wolnego końca bomu, czyli do jego noku, lub w niewielkiej odległości od niego.
W żaglach sztakslowych razem z szotem może być czasami stosowana lina o działaniu przeciwstawnym, biegnąca w dół, ale w stronę dziobu jednostki, zwana kontraszotem, służąca przy słabych wiatrach pełnych do zapobiegania niekontrolowanego przelatywania żagla na przeciwną burtę. 
Niekiedy, zwłaszcza w przypadku żagli przednich, stosuje się parę szotów (lewy i prawy), przy czym każdy z nich służy do wybierania lub luzowania żagla na jednym halsie. Podczas żeglugi lewym halsem wybierane są szoty prawe, podczas gdy lewe są wyluzowane, analogicznie sytuacja wygląda dla halsu prawego.
W przypadku żagli rejowych pracują zawsze oba szoty, a kontraszoty spełniają inną funkcję – są gejtawami służącymi do sprzątania żagla poprzez podciągniecie jego rogów szotowych do góry.
Zazwyczaj koniec szota zakończony jest kauszą. Najprostszą i najczęściej stosowaną metodą mocowania szotów do rogu szotowego jest użycie szekli. Często z przyczyn bezpieczeństwa szeklę zastępuje się krawatem, gdyż podczas łopotu żagla może dojść do urazu wskutek uderzenia stalową szeklą.

## Inne znaczenia
W marynarce handlowej nazwą szot określa się ścianę nadbudówki, pokładówki lub pomieszczenia wewnętrznego statku. Przednia ściana (od strony dziobu) nadbudówki nazywana jest forszotem.